# NGC 5821
NGC 5821 este o galaxie spirală situată în constelația Boarul. A fost descoperită în 24 aprilie 1789 de către William Herschel. Se află la o distanță de 51,89 de megaparseci de Pământ.